# Василевский, Анатолий Павлович
Анато́лий Па́влович Василе́вский (1 января 1929, село Латыголь, Витебская область — 6 августа 1993, Владимир) — советский писатель-прозаик. Член Союза писателей СССР (1976, с 1991 — Союза писателей РФ).

## Биография
Анатолий Василевский родился 1 января 1929 года в селе Латыголь Витебской области.
В 1990 году подписал «Письмо 74-х».
Скончался на 65-м году жизни 6 августа 1993 года во Владимире. Похоронен в селе Кусунове Суздальского района Владимирской области.

## Произведения
Автор шести книг рассказов и повестей, среди них:
- «Ратниковы» (повесть, 1974 год)
- «Между сменами» (сборник рассказов, 1973 год)
- «Что человеку надо» (повесть и рассказы, 1983)
- «На три стороны» (повести и рассказы, 1985)
- «У остывшей реки» (повести и рассказы, 1988)

Составитель краеведческого сборника «Золотые ворота» (1985).